# Antocianidina
|  | Per a altres significats, vegeu «antocianina». |

Catió flavili

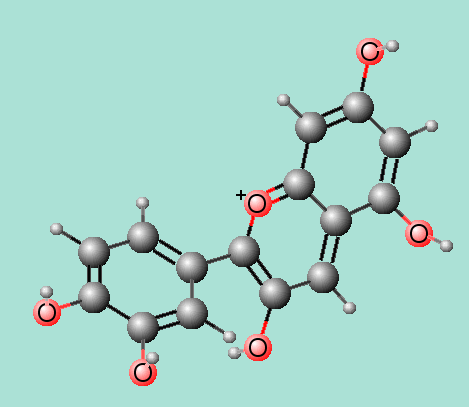
Molècula en 3D de l'antocianidina cianidina

Les antocianidines són pigments comuns de les plantes. Les antocianidines són sals derivades del catió de 2-fenilcromenili, també conegut com a catió flavili. Per la seva càrrega positiva, les antocianidines difereixen d'altres flavonoides.

## Classificació
- Les 3-Deoxiantocianidines són una classe d'antocianidines que no tenen un grup hidroxil en el carboni 3.

| Antocianidina | Estructura bàsica                                 | R3'   | R4' | R5'   | R3  | R⁵    | R⁶  | R7    |
| ------------- | ------------------------------------------------- | ----- | --- | ----- | --- | ----- | --- | ----- |
| Aurantinidina | Estructura bàsica dels antocians: el catió flavio | −H    | −OH | −H    | −OH | −OH   | −OH | −OH   |
| Cianidina     | Estructura bàsica dels antocians: el catió flavio | −OH   | −OH | −H    | −OH | −OH   | −H  | −OH   |
| Delfinidina   | Estructura bàsica dels antocians: el catió flavio | −OH   | −OH | −OH   | −OH | −OH   | −H  | −OH   |
| Europinidina  | Estructura bàsica dels antocians: el catió flavio | −OCH₃ | −OH | −OH   | −OH | −OCH₃ | −H  | −OH   |
| Luteolinidina | Estructura bàsica dels antocians: el catió flavio | −OH   | −OH | −H    | −H  | −OH   | −H  | −OH   |
| Pelargonidina | Estructura bàsica dels antocians: el catió flavio | −H    | −OH | −H    | −OH | −OH   | −H  | −OH   |
| Malvidina     | Estructura bàsica dels antocians: el catió flavio | −OCH₃ | −OH | −OCH₃ | −OH | −OH   | −H  | −OH   |
| Peonidina     | Estructura bàsica dels antocians: el catió flavio | −OCH₃ | −OH | −H    | −OH | −OH   | −H  | −OH   |
| Petunidina    | Estructura bàsica dels antocians: el catió flavio | −OH   | −OH | −OCH₃ | −OH | −OH   | −H  | −OH   |
| Rosinidina    | Estructura bàsica dels antocians: el catió flavio | −OCH₃ | −OH | −H    | −OH | −OH   | −H  | −OCH₃ |